# Joodse begraafplaats (Geldermalsen)
De Joodse begraafplaats in Geldermalsen ligt aan de Meersteeg. De kleine begraafplaats was privébezit, dat verklaart de kleine hoeveelheid graven; zes grafstenen zijn bewaard gebleven.

Als stichter wordt de familie Beem genoemd. Op de begraafplaats zijn twee graven die deze naam dragen: Johanna Beem-van Leeuwen en Salomon David Beem. Op de grafsteen van Johanna Beem staat te lezen: 
Medestichteres der Israeliet. Gemeente Geldermalsen
Geldermalsen is echter nooit een zelfstandige Joodse gemeente geweest, maar viel onder Tiel.
De begraafplaats werd in 1885 gesticht en in 1935 aan de Joodse gemeente Tiel overgedragen.